# 赝势

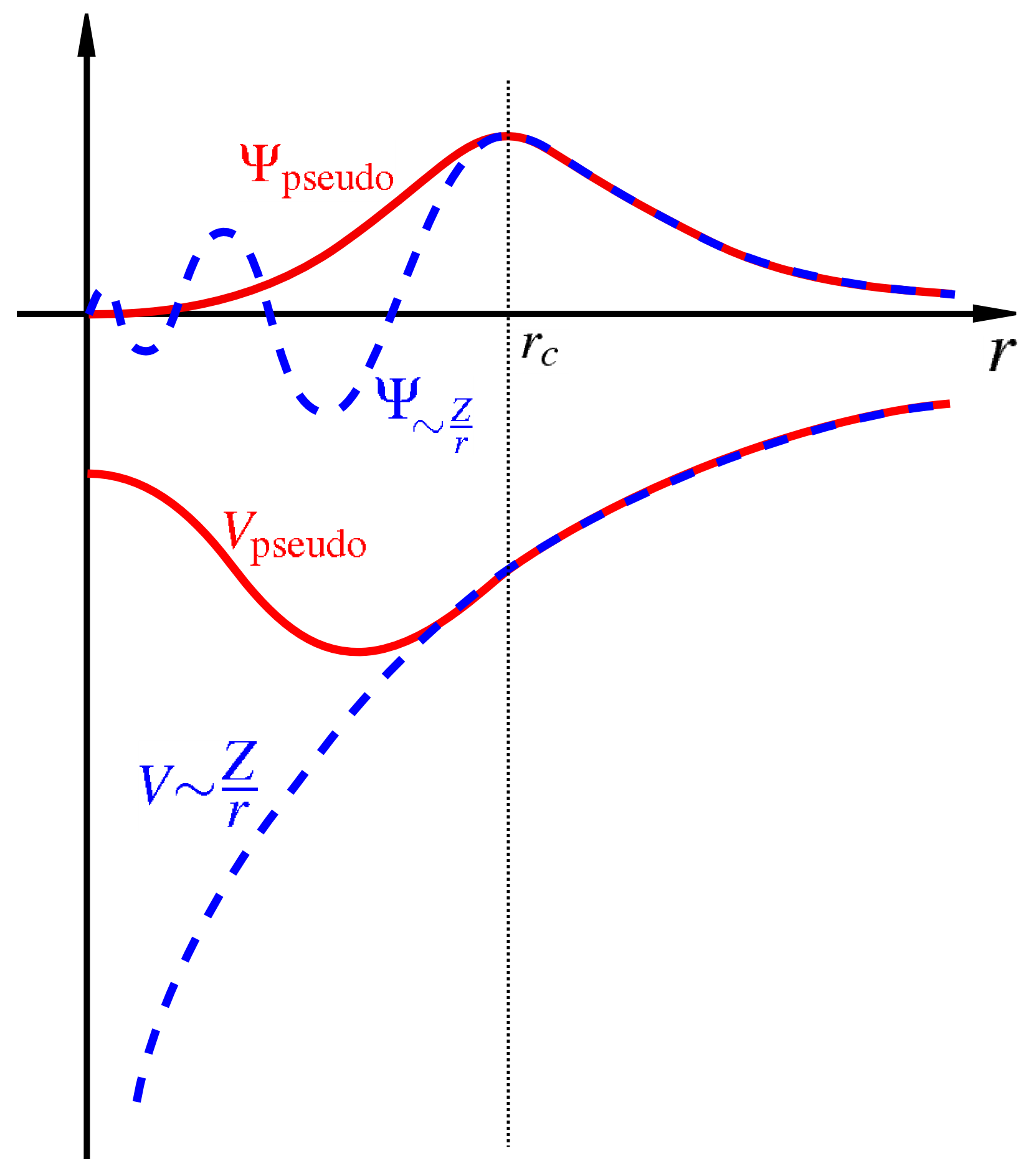
库伦势以及库伦势下的波函数（蓝色）与赝势以及赝势下的波函数（红色）的比较。赝势 以及通过赝势计算出的波函数 与两者所对应的真实值在 大于某个临界半径 之上均是相符的。

赝势（pseudopotential），或有效势（effective potential），是指在对能带结构进行数值计算时所引入的一个虚拟的势。引入赝势有助于实现一个复杂的系统的近似计算。事实上，赝势近似法是正交平面波方法（Orthogonalized Plane Wave method，OPW method）的延伸，其应用范围包括原子物理学和中子散射。“赝势”这个概念是由汉斯·赫尔曼于1934年首先发表的。

## 概述
在赝势近似中，将原子的核电子（即非價電子）以及原子核共同产生的一个复杂的势置换成一个“有效势”（赝势）之后，薛定谔方程中的库仑势能项会变成一个有利于进行下一步计算的有效势能项。所构造的赝势通过替代原子中所有电子共同产生的势，简化了原子中心部分的态，从而可用包含较少节点的赝波函数来描述价电子。较少的节点意味着可以用较少的傅里叶级数项写出波函数，这也使平面波基组的计算变得实用。通常的计算中只考虑那些有化学反应活性的价电子；核电子则被看作和原子核“冻结”在一起，形成了一个刚性的不可极化的“粒子核”。根据所在的化学环境，自洽地更新赝势是一种修正上述“冻结的核心”的方法；但此做法较少见。
第一性原理的赝势是通过原子参照态（atomic reference state）推导出来的。这要求赝电子价本征态和全电子价本征态（pseudo- and all-electron valence eigenstates）在某个临界半径 {\displaystyle r_{c}} 之外有相同的能量和振幅。
临界半径较大的赝势被称作“软”赝势，具有更快的收敛速度，同时也更难模拟出现实系统的特征。
早期的赝势基于对原子光谱的拟合，并没有取得较大的成功。赝势在如今能获得广泛应用，很大一部分应归功于沃尔特·哈里森（Walter Harrison）在1958年对铝的近自由电子的费米面，以及詹姆斯·C·菲利普斯于同年对硅和锗的共价能隙的成功拟合。后来，菲利普斯及其同事将此工作推广到其他的半导体中，并称其为“半经验赝势”（semiempirical pseudopotential）。

## 范数守恒赝势和超软赝势
在现代的平面波电子结构数值计算中，范数守恒（Norm-conserving）和超软（Ultrasoft）赝势是两种最常用的赝势。这两种赝势使基组可用较低的截断频率（即傅里叶展开项中的最高频率）来描述电子的波函数，从而在有限的计算资源下达到一定的数值收敛。这些方法的一个变种是线性缀加平面波方法（Linear Augmented Plane Wave，LAPW），即在原子核周围加上一些原子函数作为基组。

### 范数守恒赝势
范数守恒（Norm-conserving）赝势是由 Hamann，Schlüter 和 Chiang（HSC）于1979年首先提出的。 最初的HSC范数守恒赝势的形式如下：
{\displaystyle {\hat {V}}_{\textit {ps}}(r)=\sum _{l}\sum _{m}|Y_{lm}\rangle V_{lm}(r)\langle Y_{lm}|}
其中 {\displaystyle |Y_{lm}\rangle } 将某一单粒子波函数，如科恩－沈吕九轨道，映射至由 {\displaystyle \{l,m\}} 标记的角动量。{\displaystyle V_{lm}(r)} 是作用在被映射部分的赝势。不同的角动量态会受到不同的赝势作用，也就是说HSC范数守恒赝势是非局域性的；这一点与作用在整个单粒子波函数上的局域性赝势是不同的。
构造的范数守恒赝势需满足以下两个条件：
1. 临界半径 {\displaystyle r_{c}} 内，每一伪波函数的范数需与其所对应的全电子波函数相同，即
{\displaystyle \int _{r<r_{c}}dr^{3}\phi _{\mathbf {R} ,i}({\vec {r}})\phi _{\mathbf {R} ,j}({\vec {r}})=\int _{r<r_{c}}dr^{3}{\tilde {\phi }}_{\mathbf {R} ,i}({\vec {r}}){\tilde {\phi }}_{\mathbf {R} ,j}({\vec {r}})}，
其中 {\displaystyle \phi _{\mathbf {R} ,i}} 和 {\displaystyle {\tilde {\phi }}_{\mathbf {R} ,i}} 分别表示原子 {\displaystyle \mathbf {R} } 上赝势的全电子参照态和伪参照态。
2. 全电子波函数和伪波函数在临界半径 {\displaystyle r_{c}} 外需要完全一致。

### 超软赝势
超软（Ultrasoft）赝势为了进一步缩小必须的基组集合，松弛（relax）了范数守恒赝势中的限制条件，引入了一个广义的本征值问题。若范数间的差别非零，则可以定义：
{\displaystyle q_{\mathbf {R} ,ij}=\langle \phi _{\mathbf {R} ,i}|\phi _{\mathbf {R} ,j}\rangle -\langle {\tilde {\phi }}_{\mathbf {R} ,i}|{\tilde {\phi }}_{\mathbf {R} ,j}\rangle },
因此赝哈密顿量的归一化本征态满足推广后的方程：
{\displaystyle {\hat {H}}|\Psi _{i}\rangle =\epsilon _{i}{\hat {S}}|\Psi _{i}\rangle },
其中，算符 {\displaystyle {\hat {S}}} 被定义为：
{\displaystyle {\hat {S}}=1+\sum _{\mathbf {R} ,i,j}|p_{\mathbf {R} ,i}\rangle q_{\mathbf {R} ,ij}\langle p_{\mathbf {R} ,j}|},
{\displaystyle p_{\mathbf {R} ,i}} 是在截断频率内通过赝参照态（pseudo reference state）形成对偶空间的投影（projector），在截断频率外取的值为零：
{\displaystyle \langle p_{\mathbf {R} ,i}|{\tilde {\phi }}_{\mathbf {R} ,j}\rangle _{r<r_{c}}=\delta _{i,j}}.
投影缀加平面波方法（PAW）与此相关。

## 费米赝势
费米赝势是恩里科·费米为了描述自由中子受原子核的散射而引入的。散射被假设为s波散射，因此具有球对称性，是一个与半径 {\displaystyle r} 相关的函数：
{\displaystyle V(r)={\frac {4\pi \hbar ^{2}}{m}}b\,\delta (r)},
其中，{\displaystyle \hbar } 为约化普朗克常数，{\displaystyle m} 为质量，{\displaystyle \delta (r)} 是狄拉克δ函数，{\displaystyle b} 是束缚相干（bound coherent）中子散射长度。对此δ函数进行傅里叶变换将得到为常数的中子构型因素。

## 相关文章
- （英文）Hellmann, Hans, , Journal of Chemical Physics 3 (Karpow‐Institute for Physical Chemistry, Moscow), 1935, 3: 61  [2016-10-31], Bibcode:1935JChPh...3...61H, ISSN 0021-9606, doi:10.1063/1.1749559, （原始内容存档于2013-02-23）
- （英文）Hellmann, H.; Kassatotschkin, W., , Journal of Chemical Physics 4 (Karpow‐Institute for Physical Chemistry, Moscow), 1936, 4: 324  [2016-10-31], Bibcode:1936JChPh...4..324H, ISSN 0021-9606, doi:10.1063/1.1749851, （原始内容存档于2013-02-23）
- （英文）Harrison, Walter Ashley, , Frontiers in Physics (25), University of Virginia, 1966
- （英文）Brust, David, Alder, Berni , 编, , Methods in Computational Physics 8 (New York: Academic Press), 1968, 8: 33–61, ISSN 0076-6860
- （英文）Heine, Volker, , Solid State Physics 24 (Academic Press), 1970, 24: 1–36, doi:10.1016/S0081-1947(08)60069-7
- Pickett, Warren E., , Computer Physics reports 9 (3), April 1989, 9 (3): 115–197, Bibcode:1989CoPhR...9..115P, doi:10.1016/0167-7977(89)90002-6